# 青所駅
青所駅（チョンソえき）は、大韓民国忠清南道保寧市青所面にある韓国鉄道公社長項線の駅である。

## 駅構造
- 島式ホーム1面2線の地上駅。

## 駅周辺
- 青所面事務所
- 青所119地域隊
- 青所郵便局
- 青所保険支所

## 沿革
- 1929年12月1日 - 真竹駅として開業[1]。
- 1958年9月1日 - 普通駅に昇格。
- 1961年3月12日 - 駅舎新築着工。
- 1961年11月9日 - 駅舎新築竣工。
- 1988年12月1日 - 青所駅に駅名変更[2]。
- 1990年1月1日 - 小貨物取扱中止[3]
- 1995年2月1日 - 貨物取扱停止[4]。
- 1997年1月1日 - 貨物取扱再開[5]。
- 2006年12月4日 - 駅舎が登録文化財第305号に指定。

## 隣の駅
韓国鉄道公社
長項線
広川駅 - (元竹駅) - 青所駅 - (周浦駅) - 大川駅